# Cidlina (powiat Třebíč)
Cidlina – gmina w Czechach, w powiecie Třebíč, w kraju Wysoczyna. 1 stycznia 2014 liczyła 93 mieszkańców.